# Latitude (entreprise)
Pour les articles homonymes, voir Latitude (homonymie).
Latitude (anciennement Venture Orbital Systems) est une start-up française basée à Reims. Elle produit le micro-lanceur Zéphyr et son moteur imprimé en 3D Navier afin de proposer des services de lancement orbital adapté aux nano-satellites.

## Histoire
Venture Orbital Systems a bénéficié d'aides financières et techniques de la part de l'Agence spatiale européenne (25 000 € issus de son programme d'incubation de start-up) ainsi que du CNES, qui a notamment financé à hauteur de 50 000 € le développement du moteur Navier, mais également d'ArianeGroup qui fournira les bancs d'essais moteur à Vernon. Ces aides lui ont permis d'accélérer son développement à partir de 2020 et notamment de travailler à la conception préliminaire du lanceur. L'entreprise a reçu les premiers composants électroniques ainsi que le premier réservoir de son lanceur. Elle a inauguré son usine de micro-lanceurs à Reims le 19 octobre 2021 et réalise un grand nombre de tests de sous-systèmes courant 2022 avant de commencer l'assemblage en 2023. En septembre 2024, le premier lancement est prévu pour fin 2025. L'entreprise compte dans un premier temps proposer des tarifs à 35 000 dollars le kg en orbite avant d'abaisser progressivement ce coût pour attirer de nouveaux clients.
Le 30 juin 2022, l'entreprise annonce une levée de fonds de 10 millions d'euros. Crédit Mutuel Innovation, French Tech Seed, Groupe ADF, Nicomatic, Comat et Expansion rejoignent Bpifrance et de UI Investissement au capital de l'entreprise. Venture Orbital Systems change de nom à la suite de cela, pour devenir Latitude.
L'entreprise est sélectionnée pour intégrer le Centre spatial guyanais et lauréate au plan d'investissement France 2030.
Une autre levée de fonds de 27 millions d'euros est menée par l'entreprise en janvier 2024, portant le financement total de l’entreprise à près de 50 millions d’euros.

## Fusée
Un micro-lanceur nommé Zéphyr est actuellement en développement. Son premier vol est programmé pour fin 2025. Il sera propulsé par 8 moteurs Navier Mark 2, imprimés en 3D et fonctionnant grâce à la combustion du RP-1 avec l'oxygène liquide et dont l'alimentation en ergols est effectuée par des pompes électriques.

Fusées en développement
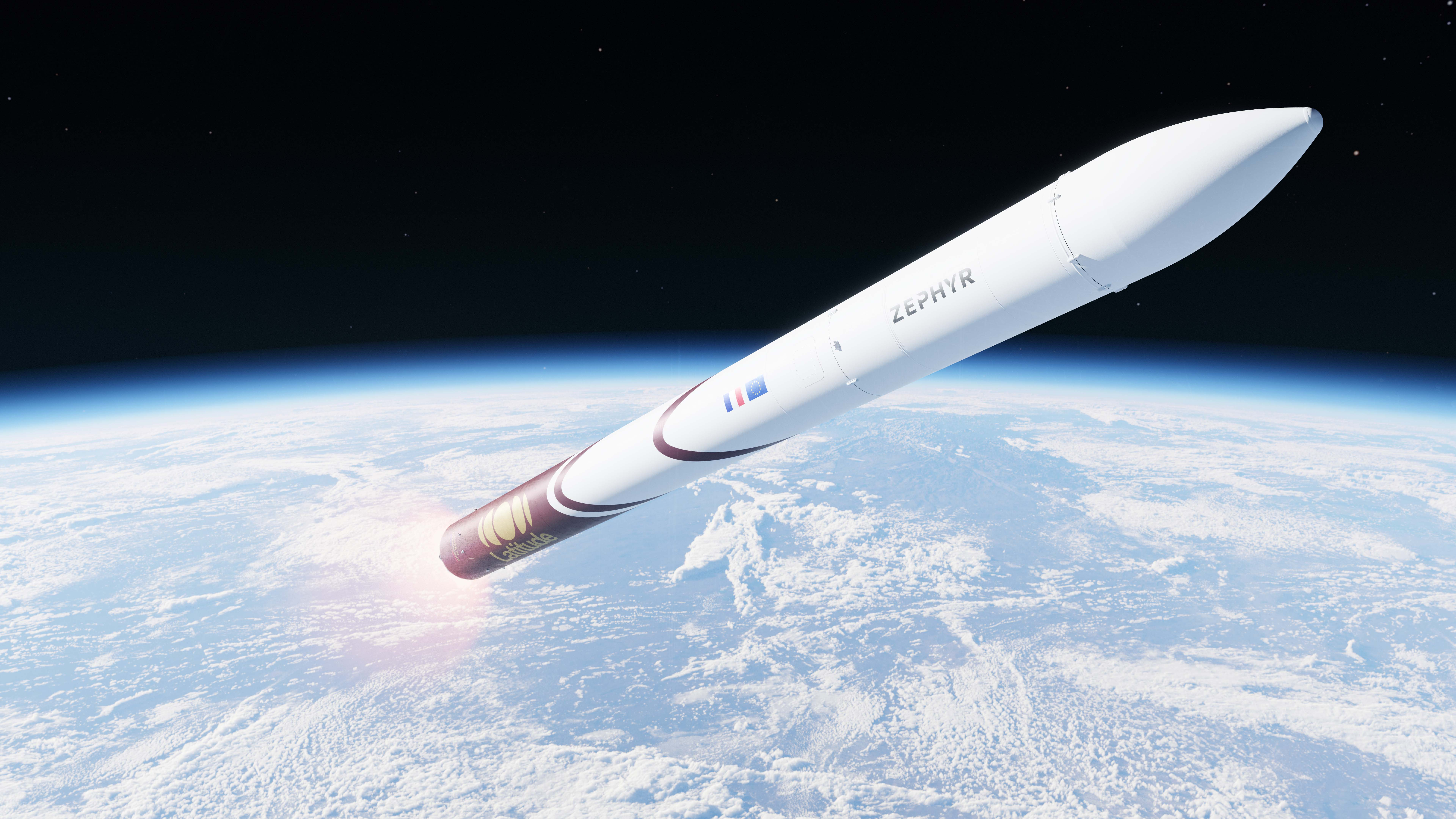
Vue d'artiste du lanceur Zéphyr.

### Zéphyr
Zephyr est un lanceur léger constitué de deux étages, d'une taille totale de 19 mètres pour un diamètre de 1,5 mètre. Son premier étage est propulsé par 7 moteurs Navier en version atmosphérique imprimés en 3D. Le second étage est propulsé par un seul moteur Navier, dans une version optimisée pour l'utilisation dans le vide spatial.
Le lanceur peut emmener une charge utile de 100 kg en orbite basse.